# دو و میدانی در المپیک تابستانی ۱۹۰۸
دو و میدانی در بازی‌های المپیک تابستانی ۱۹۰۸ نام رویداد ورزش دو و میدانی در بازی‌های المپیک تابستانی بود که در سال ۱۹۰۸ برگزار شد.

## نتایج
| رویداد             | طلا                                                                               | نقره                                                             | برنز                                                               |
| ۱۰۰ متر            | رجی واکر · آفریقای جنوبی                                                          | جیمز رکتور · ایالات متحده آمریکا                                 | رابرت کر · کانادا                                                  |
| ۲۰۰ متر            | رابرت کر · کانادا                                                                 | رابرت کلوگن · ایالات متحده آمریکا                                | ناتالی کارتمل · ایالات متحده آمریکا                                |
| ۴۰۰ متر            | ویندام هالزول · بریتانیای کبیر                                                    | none awarded                                                     | none awarded                                                       |
| ۸۰۰ متر            | مل شپارد · ایالات متحده آمریکا                                                    | امیلیو لونگی · ایتالیا                                           | هانس براون · آلمان                                                 |
| ۱۵۰۰ متر           | مل شپارد · ایالات متحده آمریکا                                                    | هارولد ای. ویلسون · بریتانیای کبیر                               | نورمن هالوز · بریتانیای کبیر                                       |
| ۵ مایل             | امیل وویت · بریتانیای کبیر                                                        | ادی اوون · بریتانیای کبیر                                        | جان سونبرگ · سوئد                                                  |
| ماراتن             | جانی هیز · ایالات متحده آمریکا                                                    | چارلز هفرون · آفریقای جنوبی                                      | جوزف فورشا · ایالات متحده آمریکا                                   |
| ۱۱۰ متر با مانع    | فورست اسمیتسون · ایالات متحده آمریکا                                              | جان گارلس · ایالات متحده آمریکا                                  | آرتور شاو · ایالات متحده آمریکا                                    |
| ۴۰۰ متر با مانع    | چارلز بیکن · ایالات متحده آمریکا                                                  | هری هیلمن · ایالات متحده آمریکا                                  | جیمی ترمیر · بریتانیای کبیر                                        |
| ۳۲۰۰ متر با مانع   | آرتور راسل · بریتانیای کبیر                                                       | آرتور رابرتسون · بریتانیای کبیر                                  | جان ایسل · ایالات متحده آمریکا                                     |
| امدادی مختلط       | ایالات متحده آمریکا (USA) · ویلیام همیلتون · ناتالی کارتمل · جان تیلور · مل شپارد | آلمان (GER) · آرتور هوفمان · هانز آیکه · اتو تریلوف · هانس براون | مجارستان (HUN) · پال سیمون · فریگس مزیئی · یوژف ناگی · اودون بودور |
| ۳ مایل رقابتی تیمی | بریتانیای کبیر (GBR) · ویلیام کولز · جو دیکین · آرتور رابرتسون                    | ایالات متحده آمریکا (USA) · جورج بونهاگ · جان ایسل · هربرت ترابه | فرانسه (FRA) · ژوزف درئه · لویی بنوآ دو فلوراک · پل لیزاندیه       |
| ۳۵۰۰ متر پیاده‌روی  | جورج لارنر · بریتانیای کبیر                                                       | ارنست وب · بریتانیای کبیر                                        | هری کر · استرالزی                                                  |
| ۱۰ مایل پیاده‌روی   | جورج لارنر · بریتانیای کبیر                                                       | ارنست وب · بریتانیای کبیر                                        | ادوارد اسپنسر · بریتانیای کبیر                                     |
| پرش طول            | فرانک آیرونز · ایالات متحده آمریکا                                                | دانیل کلی · ایالات متحده آمریکا                                  | کالوین بریکر · کانادا                                              |
| پرش سه‌گام          | تیم آهارن · بریتانیای کبیر                                                        | گارفیلد مک‌دونالد · کانادا                                        | ادوارد لارسن · نروژ                                                |
| پرش ارتفاع         | هری پورتر · ایالات متحده آمریکا                                                   | ژئو آندره · فرانسه                                               | none awarded                                                       |
| پرش ارتفاع         | هری پورتر · ایالات متحده آمریکا                                                   | کان لیهی · بریتانیای کبیر                                        | none awarded                                                       |
| پرش ارتفاع         | هری پورتر · ایالات متحده آمریکا                                                   | ایستوان سامدی · مجارستان                                         | none awarded                                                       |
| پرش با نیزه        | ادوارد کوک · ایالات متحده آمریکا                                                  | none awarded                                                     | ادوارد ارچیبالد · کانادا                                           |
| پرش با نیزه        | ادوارد کوک · ایالات متحده آمریکا                                                  | none awarded                                                     | کلیر جیکوبز · ایالات متحده آمریکا                                  |
| پرش با نیزه        | آلفرد کارلتون گیلبرت · ایالات متحده آمریکا                                        | none awarded                                                     |                                                                    |
| پرش با نیزه        | برونو زودرستروم · سوئد                                                            | none awarded                                                     |                                                                    |
| پرش طول ایستاده    | ری آوری · ایالات متحده آمریکا                                                     | کونستانتینوس سیکلیتیراس · یونان                                  | مارتین شریدان · ایالات متحده آمریکا                                |
| پرش ارتفاع ایستاده | ری آوری · ایالات متحده آمریکا                                                     | جان بیلر · ایالات متحده آمریکا                                   | none awarded                                                       |
| پرش ارتفاع ایستاده | ری آوری · ایالات متحده آمریکا                                                     | کونستانتینوس سیکلیتیراس · یونان                                  | none awarded                                                       |
| پرتاب وزنه         | رالف رز · ایالات متحده آمریکا                                                     | دنیس هورگان · بریتانیای کبیر                                     | جان گارلس · ایالات متحده آمریکا                                    |
| پرتاب دیسک         | مارتین شریدان · ایالات متحده آمریکا                                               | مریت گیفین · ایالات متحده آمریکا                                 | بیل حر · ایالات متحده آمریکا                                       |
| پرتاب چکش          | جان فلاناگان · ایالات متحده آمریکا                                                | مت مک‌گرا · ایالات متحده آمریکا                                   | کان والش · کانادا                                                  |
| پرتاب نیزه         | اریک لمینگ · سوئد                                                                 | ارنی هال · نروژ                                                  | اتو نیلسون · سوئد                                                  |
| پرتاب دیسک یونانی  | مارتین شریدان · ایالات متحده آمریکا                                               | بیل حر · ایالات متحده آمریکا                                     | ورنر یاروینن · فنلاند                                              |
| پرتاب نیزه آزاد    | اریک لمینگ · سوئد                                                                 | میشال دوریزا · یونان                                             | ارنی هال · نروژ                                                    |

## جدول مدال‌ها
| رتبه | کشور                | طلا | نقره | برنز | مجموع |
| ۱    | ایالات متحده آمریکا | ۱۶  | ۱۰   | ۸    | ۳۴    |
| ۲    | بریتانیای کبیر      | ۷   | ۷    | ۳    | ۱۷    |
| ۳    | سوئد                | ۲   | ۰    | ۳    | ۵     |
| ۴    | کانادا              | ۱   | ۱    | ۴    | ۶     |
| ۵    | آفریقای جنوبی       | ۱   | ۱    | ۰    | ۲     |
| ۶    | یونان               | ۰   | ۳    | ۰    | ۳     |
| ۷    | نروژ                | ۰   | ۱    | ۲    | ۳     |
| ۸    | فرانسه              | ۰   | ۱    | ۱    | ۲     |
| ۸    | آلمان               | ۰   | ۱    | ۱    | ۲     |
| ۸    | مجارستان            | ۰   | ۱    | ۱    | ۲     |
| ۱۱   | ایتالیا             | ۰   | ۱    | ۰    | ۱     |
| ۱۲   | استرالزی            | ۰   | ۰    | ۱    | ۱     |
| ۱۲   | فنلاند              | ۰   | ۰    | ۱    | ۱     |
|      |                     |     |      |      |       |
| —    | اتریش               | ۰   | ۰    | ۰    | ۰     |
| —    | بلژیک               | ۰   | ۰    | ۰    | ۰     |
| —    | بوهم                | ۰   | ۰    | ۰    | ۰     |
| —    | دانمارک             | ۰   | ۰    | ۰    | ۰     |
| —    | هلند                | ۰   | ۰    | ۰    | ۰     |
| —    | امپراتوری روسیه     | ۰   | ۰    | ۰    | ۰     |
| —    | سوئیس               | ۰   | ۰    | ۰    | ۰     |
| *    | مجموع مدال‌ها        | ۲۷  | ۲۷   | ۲۵   | ۷۹    |